# Siniša Triva
Siniša Triva, hrvaški pravnik, pedagog in akademik, * 1919, † 2004.
Siniša Triva je bil predavatelj na Pravni fakulteti v Zagrebu in član Hrvaške akademije znanosti in umetnosti.